# Aphaenogaster maculata
Aphaenogaster maculata är en myrart som beskrevs av Théobald 1937. Aphaenogaster maculata ingår i släktet Aphaenogaster och familjen myror. Inga underarter finns listade i Catalogue of Life.